# Arms Open
Arms Open is een nummer van de Ierse rockband The Script uit 2018. Het is de tweede single van hun vijfde studioalbum Freedom Child.
In de videoclip van "Arms Open" geeft The Script de ruimte aan de Amerikaanse organisatie A Sense of Home, die zich inzet om jeugd die qua leeftijd niet langer in de pleegzorg terechtkan, toch een goed huis te bieden. Het Nederlandse radiostation Radio 538 verkoos het nummer tot de eerste Alarmschijf van het jaar 2018.